# Istočni Timor
Istočni Timor, odnosno službeno Repúblika Demokrátika Timór Lorosa'e i Demokratska Republika Timor-Leste, država je u jugoistočnoj Aziji. Obuhvaća istočnu polovicu otoka Timor u Malajskom arhipelagu, dva manja susjedna otoka i eksklavu Oecussi-Ambeno u zapadnom dijelu Timora koja je indonezijskim teritorijem odvojena od matice. Graniči s Indonezijom na zapadu.
Glavni grad i najveća luka je Dili na sjevernoj obali. Ostali veći gradovi su Dare i Baucau na sjeveroistočnoj obali arhipelaga koji ima i glavnu zračnu luku otoka.
Istočni Timor jedna je od najsiromašnijh zemalja svijeta. Gospodarstvo se osniva uglavnom na poljoprivredi. Nade se polažu u iskorištavanje podmorskih ležišta nafte.

## Zemljopis
Istočni Timor smješten je u jugoistočnoj Aziji, u istočnom dijelu otoka Timora, najvećeg i najistočnijeg otoka u grupi Malih sundskih otoka. Otok je površine tridesetak tisuća četvornih kilometara i leži na samom jugu indonezijskogotočnog arhipelaga, oko šesto kilometara sjevernije od Australije. Osim glavnog otoka Timora, Istočnom Timoru pripadaju i manji otoci Atauro i Jaco.
Najviša planina Istočnog Timora je Tatamailau s vrhom na 2.963 metara.
Iako se najveći dio Istočnog Timora nalazi na istočnom dijelu istoimenog otoka, državi pripada i malena enklava Oecusse na sjeverozapadnoj obali otoka.

## Teritorijalni ustroj
Istočni je Timor administrativno podijeljen na 13 okruga (distrikata):
| Okrug     | Glavni grad    | Površina (km²) | Stanovništvo (2015.) |
| --------- | -------------- | -------------- | -------------------- |
| Lautém    | Lospalos       | 1.813          | 64.135               |
| Baucau    | Baucau         | 1.506          | 124.061              |
| Viqueque  | Viqueque       | 1.877          | 77.402               |
| Manatuto  | Manatuto       | 1.782          | 45.541               |
| Dili      | Dili           | 367            | 252.884              |
| Aileu     | Aileu          | 737            | 48.554               |
| Manufahi  | Same           | 1.323          | 52.246               |
| Liquiçá   | Liquiçá        | 549            | 73.027               |
| Ermera    | Gleno          | 768            | 127.283              |
| Ainaro    | Ainaro         | 804            | 66.397               |
| Bobonaro  | Maliana        | 1.376          | 98.932               |
| Cova Lima | Suai           | 1.203          | 64.550               |
| Oecusse   | Pante Macassar | 814            | 72.230               |

Niža razina teritorijalne podjele Istočnog Timora su podokruzi (por. subdistritos), njih 65, koji se dalje dijele na 442 sucosa.

## Povijest

### Portugalska kolonizacija
Otok Timor kolonizirao je Portugal još u 16. stoljeću, a 1702. godine Nizozemska ga je potisnula na istočni dio otoka koji je ostao portugalskom kolonijom gotovo tri stotine godina. Tijekom portugalske vladavine većina stanovnika Istočnog Timora prešla je na katoličku vjeru te je vjerska pripadnost učinila Timorce različitima od stanovnika okolnih otoka, kao i zapadnog dijela Timora, vežući ih uz zapadnu civilizaciju. Za razliku od portugalskog dijela otoka, Portugalskog Timora, zapadni dio otoka je do sredine 20. stoljeća zajedno s cijelom današnjom Indonezijom bio pod nizozemskom kolonijalnom vlašću, a na njemu je većina stanovnika islamske vjere. 
U Drugom svjetskom ratu, tijekom početne faze rata 1942. godine Timorci su pomagali zapadne saveznike u borbama protiv Japanaca koje su se vodile na otoku i znatno pridonijeli tome da australska vojska spriječi očekivanu invaziju Australije. Nakon australskog povlačenja, Japanci su se okrenuli kažnjavanju lokalnog stanovništva, pa je tijekom japanske okupacije više od deset posto stanovnika Timora ubijeno. Portugalci su nakon svršetka II. svjetskog rata ponovno uspostavili svoju vlast na istočnoj strani otoka.
Sredinom 20. stoljeća Portugalom je dominirao režim Antonia Salazara koji je bio protivnik povlačenja iz kolonija, pa je veliki val dekolonizacije u svijetu s početka 1960-ih godina potpuno zaobišao portugalske kolonije. Nakon Salazarove smrti, u travnju 1974. uslijedio je vojni udar demokratskog krila portugalskih oružanih snaga koji je ubrzo doveo do restauracije demokracije u zemlji. Demokratski proces u matici reflektirao se i na politiku prema kolonijama, pa je Portugal sljedeće godine počeo napuštati svoje kolonije.Zbog zauzetosti zbivanjima u Angoli i Mozambiku, Portugal je 1975. godine de facto napustio Istočni Timor. Suočeni s iznenadnim nestankom portugalske vlasti, nekoliko postojećih otočnih političkih pokreta željelo je ujedinjenje sa zapadnom polovicom otoka, dok je najveći pokret Freitlin (Revolucionarni front nezavisnog Istočnog Timora) zagovarao ostanak u konfederaciji s Portugalom. Političke razlike su bile do te mjere ekstremne da je tijekom godine među njima došlo do oružanih sukoba, pa i do kratkotrajnog građanskog rata na otoku. Naime, na indonežanski poticaj pokret UDT, vođen namjerom Jakarte da u svoju korist ekspolatira situaciju na Istočnom Timoru, pokušao je silom preuzeti vlast na otoku. U sukobima je Freitlin odnio prevagu, no uz velike civilne žrtve i bijeg nekoliko tisuća ljudi u susjednu Indoneziju.

### Indonezijska okupacija
U studenome 1975. godine pokret Freitlin objavio je neovisnost Istočnog Timora pod nazivom Demokratska Republika Istočni Timor (Republica Democrática de Timor-Leste), te je novu državu diplomatski priznalo devet uglavnom manjih zemalja među kojima nisu bile ključne zemlje – Portugal, Indonezija i Australija. No, devet dana kasnije nakon proglašenja nezavisnosti Istočni Timor je okupirala indonežanska vojska. Okupacija izvedena pod kodnim nazivom Operacija Komodo izvršena je krajnje brutalno, tako da je već od veljače 1976. ubijeno nekoliko desetaka tisuća civila i slomljen je pokušaj otpora indonežanskoj vojnoj nazočnosti. Jakarta je umjesto Freitlinove vlade instalirala marionetsku vladu sastavljenu od članova pokreta suprotstavljenih Freitlinu.
Indonezija je ignorirala diplomatske proteste Portugala i rezoluciju Vijeća sigurnosti Ujedinjenih naroda kojom je zatraženo povlačenje s istočne polovice otoka, no Jakarta se nikada nije suočila s međunarodnim sankcijama zbog invazije. Suharto je pred domaćom i stranom javnošću okupaciju Istočnog Timora interpretirao kao legitimnu vojnopolicijsku akciju kojom je gotovo tri desetljeća nakon stjecanja neovisnost ispravljena vjekovna kolonijalna nepravda. Indonezija je isticala navodne veze pokreta Freitlin s Kinom i komunističku ideološku profilaciju pokreta, zbog čega se na postupak Jakarte u zapadnim zemljama gledalo kao na likvidaciju komunističkog utjecaja u regiji u samom začetku, unatoč tome što je Portugal izvorni član NATO saveza. U srpnju 1976. godine indonežanska je okupacija i formalnopravno dovršena nakon što je Jakarta anektirala Istočni Timor kao svoju dvadeset i sedmu državu pod nazivom Timor Timur.
Indonezija je vladala Istočnim Timorom željeznom rukom. Brojni politički protivnici režima u Jakarti ubijeni su u izvansudskim egzekucijama ili zatvarani bez suđenja. Stanovništvu su uskraćivana elementarna ljudska prava, a tisuće istočnotimorskih žena prisilno je sterilizirano zbog smanjivanja rasta lokalne populacije. Zbog sustavnog useljavanja iz drugih dijelova Indonezije, autohtona populacija Istočnog Timora pretvorena je u manjinu. Unatoč godišnjem prirodnom prirastu od dva posto i doseljavanju iz drugih dijelova Indonezije, broj stanovnika Istočnog Timora je sa 688 tisuća prije invazije spao na samo 550 tisuća, koliko je imao 1980. godine. Na udaru snaga sigurnosti našla se i mala kineska zajednica od dvadesetak tisuća ljudi koja živi na Istočnom Timoru.
Najteže razdoblje indonežanske vladavine Istočnim Timorom trajalo je od prosinca 1975. do 1980. godine, kada je vojska intenzivno izvodila operacije čišćenja diljem otoka. Istočni Timor je bio odsječen od ostatka svijeta te je čak i Crvenom križu dopušten ulazak tek četiri godine nakon invazije. Vojno krilo timorskog pokreta Freitlin FALINTIL, koje je raspolagalo s dvadesetak tisuća loše naoružanih ljudi, od početka okupacije u nepristupačnim je timorskim džunglama pružalo otpor indonežanskoj vojsci, što je samo pojačalo državnu represiju. Pomoć u oružju i vojnu obuku pripadnici FALINTIL-a dobivali su iz Portugala, zahvaljujući čemu je pokret uspio održati gerilsku aktivnost sve do 1999. godine.
Iako je većina zločina indonežanske vojske bila počinjena izvan dosega javnosti i stranih medija, nekima su ipak svjedočile televizijske kamere. Tako je tijekom uličnih protesta u studenome 1991. godine u glavnom gradu Diliju pred dvojicom američkih novinara ubijeno više od četiri stotine demonstranata, o čemu je snimljen i dokumentarni film koji je naišao na snažne odjeke u zapadnim zemljama, posebice Portugalu i susjednoj Australiji. Amnesty International je godinama izvještavao o teškim kršenjima ljudskih prava uključujući ubojstva, zatvaranja i torture, no vlada u Jakarti na optužbe je odgovarala tvrdnjom kako su počinjeni zločini posljedica nedostatka discipline u pojedinim vojnim postrojbama, a ne organizirane vladine kampanje. Zapostavljanje pitanja Istočnog Timora u svjetskoj javnosti ponovno je privremeno prekinuto 1996. godine, nakon što su Nobelovu nagradu za mir podijelili timorski biskup Carlos Bello i lokalni mirovni aktivist Jose Ramos-Horta.

### Neovisnost
Nakon izbijanja velike gospodarske krize u Indoneziji i silaska Suharta s vlasti 1998. godine, Indonezija i Portugal postigli su sporazum oko autonomije Istočnog Timora, čime je lokalno stanovništvo dobilo mogućnost samouprave na području vanjskih poslova i obrane. Dogovor je istodobno predstavljao i najvažniji korak naprijed u odnosima Indonezije i Portugala nakon dva desetljeća napetosti. Nakon što je novi indonežanski predsjednik Bacharuddin Jusuf Habibie neočekivano dao zeleno svjetlo, u kolovozu 1999. na Istočnom Timoru je pod supervizijom Ujedinjenih naroda održan referendum o budućnosti područja, na kojemu se većina od čak 78 posto birača opredijelila za neovisnost. No, već sama najava održavanja i kasniji rezultati referenduma pokrenuli su novu lavinu nasilja proindonežanskih milicija koje je podržavala vojska te novi val napada na zagovornike samostalnosti Istočnog Timora u kojemu je ubijeno oko dvije tisuće ljudi. Želeći zaustaviti eskalaciju nasilja, međunarodna zajednica je uspostavila vojnu misiju INTERFET s oko deset tisuća vojnika koju je predvodila Australija. Ta je misija počela krajem rujna 1999. i trajala do veljače 2002. godine, kada je vlast transferirana na UN-ovu administraciju. 
Naposljetku, u svibnju 2002. godine Istočni Timor je i formalno postao neovisan kao Demokratska Republika Timor Leste. Portugal je odmah priznao timorsku neovisnost, a zemlja je u rujnu 2002. primljena i u Ujedinjene narode. No, prve godine istočnotimorske samostalnosti protječu u znaku unutrašnjih nestabilnosti.

## Misije Ujedinjenih naroda na Istočnom Timoru
- UNAMET – Misija Ujedinjenih naroda u Istočnom Timoru, od lipnja do listopada 1999. godine
- UNTAET – Prijelazna administracija Ujedinjenih naroda na Istočnom Timoru, od listopada 1999. do svibnja 2002. godine
- UNMISET – Misija podrške Ujedinjenih naroda Istočnom Timoru, od svibnja 2002. do svibnja 2005. godine
- UNOTIL – Ured Ujedinjenih naroda u Timoru Leste, od svibnja 2005. do kolovoza 2006. godine
- UNMIT – Integrirana misija Ujedinjenih naroda na Timoru Leste, od kolovoza 2006. godine

## Stanovništvo

### Etničke grupe
Rimokatolicima se izjašnjava 97 posto stanovništva, protestantima 1 i muslimanima 1 posto.

## Vanjske poveznice
Sestrinski projekti
|  | Zajednički poslužitelj ima stranicu o temi Istočni Timor    |
|  | Zajednički poslužitelj ima još gradiva o temi Istočni Timor |
|  | Wječnik ima rječničku natuknicu Istočni Timor               |